# Столипино (Столипинское сельское поселение)
Столи́пино — деревня в Зубцовском районе Тверской области. Административный центр Столипинского сельского поселения. 

## География
Расположена в 18 километрах к северо-востоку от районного центра Зубцов, на правом берегу Волги. Рядом деревни Мямлино (на берегу Волги) и Селиванцево.
К северу от Зубцова есть еще одна деревня Столипино, Зубцовского сельского поселения. За Волгой, на территории Ржевского района, деревня Столыпино (Малое Столыпино).

## История
В 1830 году в селе была построена каменная холодна церковь с 3 престолами: Тихвинской иконы Божьей Матери, Архистратига Михаила и Святого Николая. В 1883 году построена каменная теплая церковь Воздвижения Креста Господня, метрические книги с 1800 года.
По данным 1859 года владельческое село Сталыпино Зубцовского уезда, 312 жителей при 36 дворах, имеет православную церковь, барочную пристань, проводится ярмарка. Во второй половине XIX — начале XX века село Столыпино было центром волости и прихода Зубцовского уезда Тверской губернии. В 1888 году население Столыпинской волости — 5067 человек, в Столыпино 49 дворов, 218 жителей, земская школа, постоялый двор, 3 кузницы, мелочная лавка; промыслы жителей: театральная прислуга в Петербурге, плотники. В 1914 году прихожан Тихвинской церкви в селе и 10 деревнях прихода — 1825 человек.
В 1919 году Столыпино — центр одноимённого сельсовета одноимённой волости Зубцовского уезда, в 1925 году — одноимённого сельсовета Погорельской волости Ржевского уезда. По переписи 1920 в Столыпино — 57 дворов, 285 жителей.
Во время Великой Отечественной войны Столыпино было оккупировано в октябре 1941 года, освобождено в январе 1942 года.
В 1957 году название села (деревни) — Столыпино, в 1980-е — Столипино.
В 1997 году — 107 хозяйств, 316 жителей. Центральная усадьба колхоза «Сознательный», средняя школа, ДК, библиотека, медпункт, детсад, отделение связи, магазин.

## Население
| 1859 | 1920 | 1997 | 2002 | 2010 |
| ---- | ---- | ---- | ---- | ---- |
| 312  | ↘285 | ↗316 | ↘287 | ↗297 |